# Aleksandar Bakal
Aleksandar Bakal (Nova Gradiška, 1. kolovoza 1929. – Zagreb, 22. siječnja 1997.) bio je hrvatski arhitekt i urbanist.

## Životopis
Osnovnu školu završio je 1940. u Belišću, gimnaziju 1948. u Osijeku, a diplomirao na Tehničkom fakultetu u Zagrebu 1954 (arhitektonski odsjek, kod prof. Mladena Kauzlarića). Od 1960. do 1964. bio je asistent na  Arhitektonskom fakultetu u Zagrebu (kod prof.Drage Galića).
Bio je član predsjedništva Udruženja hrvatskih arhitekata (tada Savez Arhitekata Hrvatske) od 1972. do 1976., a predsjednik od svibnja 1979. do travnja 1982. Bio je također hrvatski predstavnik Saveza arhitekata Jugoslavije na brojnim arhitektonskim natječajima.
Radio je u arhitektonskim projektnim biroima: »Marasović« u Zagrebu (1955.), »Sisak« u Sisku (1956.), Državnog SUP-a SRH (1956. — 1964.) te vodio biro »Inžinjeringprojekt« (1964. – 1972.) u Zagrebu.
Projektira stambene i poslovne zgrade i riješava složene urbanističke probleme stambenih naselja. U stambenoj i poslovnoj arhitekturi radi tlocrte prilagođene različitim potrebama (upravna zgrada Saveza slijepih Hrvatske i Tiflološki muzej s kino-dvoranom »Opatija« u Draškovićevoj ul. u Zagrebu, 1956.; stambeni objekt i Upravna zgrada Narodne milicije u Osijeku, 1958.; vatrogasne stanice u Osijeku, 1959. te u  Splitu, 1960.; upravna zgrada Narodne milicije u  Sisku, 1961.; stambena zgrada u ulici biskupa Galjufa 11, te stambene zgrade u ul. J. Marohnića, sve u Zagrebu, iz 1962; rekreacijski objekt na otoku Madona u  Brijunskom arhipelagu, 1962.; poslovno-stambeni objekt poduzeća »Maksimir« u Maksimirskoj ul. 51. 1963. u Zagrebu; objekt za boravak na moru na Brijunima, 1963.; urbanističko rješenje i stambeni blok ul. I. Lole Ribara/Grada Mainza i Vodovodne,1964., više stambenih zgrada u Škrlčevoj ulici iz 1965., detaljni urbanistički plan i stambeni tornjevi na Dobrom dolu, 1966., detaljni urbanistički plan Tuškanac–Vijenac,1969., tvornica poluvodiča RIZ u Kraljevićevoj ul., 1970. – sve u Zagrebu; urbanistička rješenja i stambeni nizovi u  Samoboru 1971. – 1972.; više kuća za odmor u Selcu kod  Crikvenice, 1964-1972. i dr.).
Mnoge od ovih projekata ostvario je kao glavni projektant i voditelj poslovnog odnosa "Inžinjeringprojekta" tada smještenog u  Vili Spizer  Novakovoj 15 u Zagrebu, gdje je radio od 1964. do 1972.
Bio je član Inicijativnog odbora za osnivanje  Zagrebačkog salona (1965.), član odbora za uređenje parka Maksimir (1982.) te član mnogih ocjenjivačkih sudova arhitektonskih natječaja. Od 1972. radi na unapređenju i provedbi prostornog planiranja kao integralnog dijela društvenog planiranja; o tome izlaže na savjetovanjima planera u Prištini (Planiranje prostora u samoupravnom društvu) i Opatiji 1977. te na Susretima planera Jugoslavije u Dubrovniku 1978, 1979. i 1980. Radio-industrije Zagreb (Srednjoročni prostorni planovi Zagreba). Surađivao je u časopisima Čovjek i Prostor (1970, 1975, 1976, 1996) i Arhitektura (1974, 1978).
Bio je direktor  Urbanističkog zavoda grada Zagreba od 1972. do 1986. godine (nakon ostavke na mjesto direktora radi u njemu kao savjetnik do umirovljenja 1991. godine) te jedan je od najzaslužnijih za stvaranje gradske arhive iz područja za strategijsko planiranje, urbanizma i prostornog planiranja 1977. godine. Do svoje prerane smrti 1997. godine aktivno se bavio problemima urbanizma i društvene regulacije te promišljanja razvoja grada, pisao stručne i teorijske članke i slikao. 